# Anuel AA
Emmanuel Gazmey Santiago (nascido a 26 de Novembro de 1992), conhecido profissionalmente como Anuel AA, é um rapper e cantor porto-riquenho. Ganhou o prémio Billboard Latin Music Award de Novo Artista do Ano de 2019. Anuel AA é considerado um pioneiro do movimento do Latin trap e as suas letras discutem frequentemente o crime e a vida urbana em Porto Rico. A sua música contém frequentemente amostras e interpolações de canções que foram populares durante a sua juventude. Também é visto como uma figura controversa na cena musical latina pelos seus problemas legais e rixas com outros rappers porto-riquenhos como Cosculluela e Ivy Queen.
Criado em Carolina, Porto Rico, começou a gravar música aos catorze anos de idade e a colocá-la online quatro anos mais tarde, em 2010, acabando por assinar com a divisão latina do grupo musical Maybach do rapper americano Rick Ross. A sua mixtape de 2016, Real Hasta la Muerte, foi bem recebida mas o seu sucesso foi suspenso por uma pena de 30 meses de prisão com início em 2016 por posse ilegal de armas de fogo em Porto Rico. Gravou então a totalidade do seu álbum de estreia enquanto estava encarcerado, à medida que a sua música aumentava em popularidade durante a sua sentença.
Anuel AA lançou o seu álbum de estreia, também intitulado Real Hasta la Muerte, a 17 de Julho de 2018, o dia em que foi libertado da prisão. O álbum foi um sucesso crítico e comercial. Nos seis meses seguintes, apareceu na Billboard Hot Latin Songs-charting singles, solidificando a sua posição como um dos principais artistas latinos. Em Agosto de 2019, lançou a canção "China", uma colaboração com Daddy Yankee, Karol G, Ozuna, e J Balvin, que foi um sucesso global. Desde então, lançou a canção de sucesso "Me Gusta" com Shakira, e o seu segundo álbum, Emmanuel, foi lançado a 29 de Maio de 2020.

## Biografia

### 1992–2016: Início de vida e carreira
Anuel AA cresceu num projecto de habitação na Carolina, Porto Rico. O seu pai é afro-puerto-riquenho e a sua mãe é de ascendência porto-riquenha branca, criada em Milwaukee; Anuel AA explicou que tem experimentado o racismo desde a infância por ser mestiço. O seu pai, José Gazmey, foi o vice-presidente da divisão porto-riquenha do departamento de A&R da Sony Music Entertainment. Quando Anuel AA era uma criança, o seu pai trabalhou no estúdio com artistas de salsa como Héctor Lavoe e Fania All-Stars. Embora não se identifique como um fã do género salsa, recorda que ver o seu pai interagir com estes artistas inspirou um interesse na indústria da gravação. No entanto, o seu pai perdeu o emprego quando Anuel AA tinha quinze anos de idade, o que colocou pressão financeira sobre a família e o levou a tornar-se o que a revista Rolling Stone descreveu como "filho da rua".
Ele idolatrava Tupac Shakur enquanto crescia e esperava imitar o seu estilo de vestir, particularmente a sua ênfase na joalharia. Falando sobre como a sua educação nos projectos influenciou a sua música, Anuel AA afirmou: "A minha música é a minha alma a falar, literalmente. É espiritual. Tem muitos sentimentos, muita dor. É a minha experiência a crescer em la calle [nas ruas]". Anuel AA é amigo de infância do rapper porto-riquenho Casper, que co-escreveu e actuou na faixa "Te Boté". Começou a gravar música aos catorze anos de idade, e começou a colocar música online aos 18 em 2010. A sua música conquistou milhões de córregos e vistas e acabou por chamar a atenção do rapper americano Rick Ross, que o contratou para a divisão latina do Maybach Music Group. A sua mixtape Real Hasta La Muerte foi lançada em Fevereiro de 2016 e recebeu críticas positivas de críticos. O sucesso desta mixtape levou a Anuel AA a aterrar uma peça convidada no álbum Odisea de Ozuna de 2017.

### 2016–2018: Incarceration e o álbumReal Hasta la Muerte

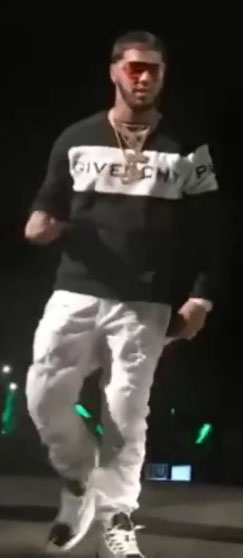
Anuel AA se apresentando em outubro de 2018

Em Abril de 2016, Anuel AA foi preso em Guaynabo, Porto Rico, e condenado a 30 meses na prisão federal por posse ilegal de três armas de fogo. Billboard observou que a armadilha latina subiu em popularidade enquanto Anuel AA estava na prisão, escrevendo, "Anuel permaneceu atrás das grades, enquanto lá fora, a sua música floresceu". Depois de ser preso e encarcerado, gravou o seu álbum de estreia enquanto estava encarcerado. Fê-lo gravando principalmente os seus vocais por telefone e aproveitando a sua estadia obrigatória numa casa de reabilitação em Miami para completar o álbum.
Lançou o seu álbum de estreia Real Hasta la Muerte a 17 de Julho de 2018, o dia em que foi libertado da prisão. A Rolling Stone incluiu o álbum na sua lista dos Melhores Álbuns Latinos de 2018, notando que o artista "demonstra instintos pop impressionantes" e comentando ainda: "Como Anuel mantém um pé na armadilha, ele também está a olhar para o mainstream da pop latina". O verdadeiro Hasta la Muerte atingiu o número 42 no Billboard 200 e encabeçou a tabela dos Melhores Álbuns Latinos dos EUA. O lançamento do álbum, juntamente com a libertação do artista da prisão, atraiu uma atenção significativa dos media; o rapper ficou surpreendido com a resposta do público e declarou que "nem sequer sabia falar em entrevistas", depois de ter sido encarcerado durante mais de dois anos. Conseguiu o seu primeiro êxito Billboard Hot 100 em Agosto de 2018 através da sua colaboração com o rapper americano 6ix9ine na canção "Bebe".
Nos seis meses seguintes ao lançamento do Real Hasta la Muerte, Anuel AA contribuiu com vozes para onze singles da Billboard Hot Latin Songs-charting, incluindo "Ella Quiere Beber" com o cantor dominicano americano de bachata Romeo Santos. Colaborou também com Nicki Minaj na canção "Familia" para Spider-Man: Into the Spider-Verse soundtrack, lançada em Dezembro de 2018. Em Janeiro de 2019, o rapper lançou o single "Secreto" com o cantor colombiano Karol G, confirmando a relação romântica entre os dois artistas no vídeo musical que acompanha a canção. O single atingiu o número 68 na Billboard Hot 100 e o número 5 nas tabelas de Hot Latin Songs dos EUA. A canção foi inspirada pelo tempo em que Anuel AA e Karol G namoravam, mas ainda não tinham discutido publicamente a sua relação. A estética do "casal poderoso" do vídeo conseguiu comparações com Beyoncé e Jay-Z, assim como com Jennifer Lopez e Marc Anthony.

### 2019–presente: Sucesso de "China" e Emmanuel
Em Julho de 2019, a Anuel AA lançou "China", uma colaboração com Daddy Yankee, Karol G, Ozuna, e J Balvin. A canção mostra fortemente o single de Shaggy de 2000, "It Wasn't Me". Com a canção, Anuel AA "esperava reanimar um clássico", e começou a ouvir canções antigas e lembrou-se da faixa de Shaggy desde a sua infância. Disse ao XXL que "quando eu costumava ir com os rapazes grandes no meu bairro ao clube, eles punham essa canção e todos ficavam loucos". "China" estreou em número dois na tabela Hot Latin Songs da Billboard e encabeçou tanto a tabela Latin Digital Songs como a Latin Streaming Songs com 1.000 downloads vendidos e 14,1 milhões de transmissões, enquanto o vídeo de acompanhamento foi incluído na lista da Rolling Stone dos 10 Melhores Videos de Música Latina de Julho. Anuel AA apareceu mais tarde no single "Whine Up" do álbum Íntimo de Nicky Jam, lançado a 1 de Novembro de 2019.
Em Janeiro de 2020, Anuel AA colaborou com Shakira na canção "Me Gusta", que interpola a banda de reggae jamaicana Inner Circle's 1992, sucesso "Sweat (A La La La La Long)". Rolling Stone chamou à canção "um número de rock de um amante sem pressa com um delicado toque de estômago". Ele figurou no álbum "Bad Bunny's 2020" YHLQMDLG na canção "Está Cabrón Ser Yo". A 3 de Abril de 2020, Anuel AA lançou "3 De Abril", que comemora o dia em que o artista foi preso, levando à pena de prisão. A canção reflecte sobre a sua juventude perturbada e os desafios que enfrentou enquanto encarcerado. Suzy Exposito da Rolling Stone chamou à faixa uma "comemoração sóbria". Também em Abril de 2020, Anuel AA lançou o single e vídeo para "Follow" com Karol G, gravando a sua totalidade enquanto estava em quarentena em Miami devido à pandemia da COVID-19.
A 27 de Maio de 2020, anunciou e revelou a tracklist do seu segundo álbum, Emmanuel, que foi lançado a 29 de Maio. Anuel AA tinha originalmente planeado lançar o álbum em Abril, mas adiou a data devido à pandemia de COVID-19. No dia do lançamento do álbum, promoveu-o ao lançar três iates de luxo ao largo da costa do bairro da Ilha da Normandia, em Miami. Cada iate tinha o nome Emmanuel escrito ao lado e tocava a sua música em grande volume. O rapper explicou a sua estratégia promocional dizendo: "Toda a gente faz a sua festa de lançamento num clube". E com o coronavírus? Eu não iria ao clube neste momento"! O álbum duplo de 22 faixas apresenta colaborações de Bad Bunny, Enrique Iglesias, Travis Barker, Tego Calderón, Karol G, Lil Wayne, Farruko, Yandel e Ñengo Flow. Relativamente ao título do álbum, o artista explicou: "É o meu nome e significa 'Deus connosco'". Eu queria que o álbum tivesse essa boa vibração. É a minha vida, transformada em música".

## Vida pessoal

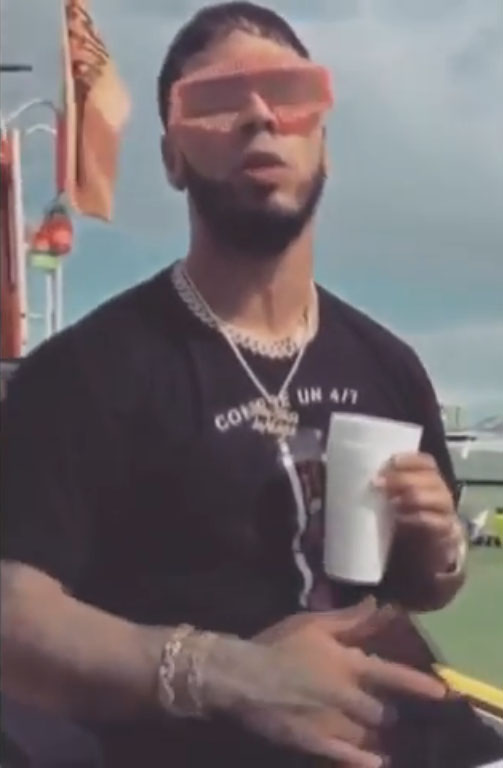
Anuel AA em um vídeo.

### Relacionamentos
Anuel AA tem um filho chamado Pablo Anuel da sua ex-cônjuge, Astrid Cuevas. Anuel AA conheceu a cantora colombiana Karol G em Agosto de 2018 nas gravações do vídeo musical da sua canção "Culpables", um mês após a sua libertação da prisão. Em Janeiro de 2019, Anuel AA e Karol G confirmaram a sua relação. Em 25 de Abril de 2019, Karol G chegou ao Billboard Latin Music Awards com um anel "maciço" de diamantes, confirmando o noivado do casal.

### Questões legais
Anuel AA foi detida e mantida no Centro de Detenção Metropolitano, Guaynabo, a 3 de Abril de 2016, com três companheiros quando a polícia encontrou três pistolas, incluindo uma roubada, nove carregadores, e 152 balas. Assinou um acordo, aceitando uma pena de 30 meses na prisão federal, sob a acusação de posse de arma. Após a sua prisão, o movimento #FreeAnuel tornou-se popular entre os seus fãs, uma vez que ele continuou a libertar pistas da prisão. Sendo capaz de gravar a sua voz por telefone, Anuel AA participou principalmente em colaborações com outros artistas tais como Nicky Jam, Cosculluela, Bad Bunny e J Balvin.
Enquanto encarcerado, Anuel AA passou 90 dias na solitária após um incidente com outro recluso. Durante o seu julgamento, ele declarou que a letra da sua música não representava o seu verdadeiro carácter. A juíza presidente Aida Delgado-Colon disse que nunca tinha ouvido nenhuma das suas canções. Em Março de 2018, Anuel AA foi libertada da prisão federal para uma prisão estadual em Miami. Durante este tempo, disse à Billboard que enquanto estava preso, continuou a ouvir a rádio e o que se passava nas ruas, para se inspirar na sua escrita de canções.

## Discografia
- Real Hasta la Muerte (2018)
- Emmanuel (2020)
- Los Dioses (com Ozuna) (2021)